# Clay Pigeons

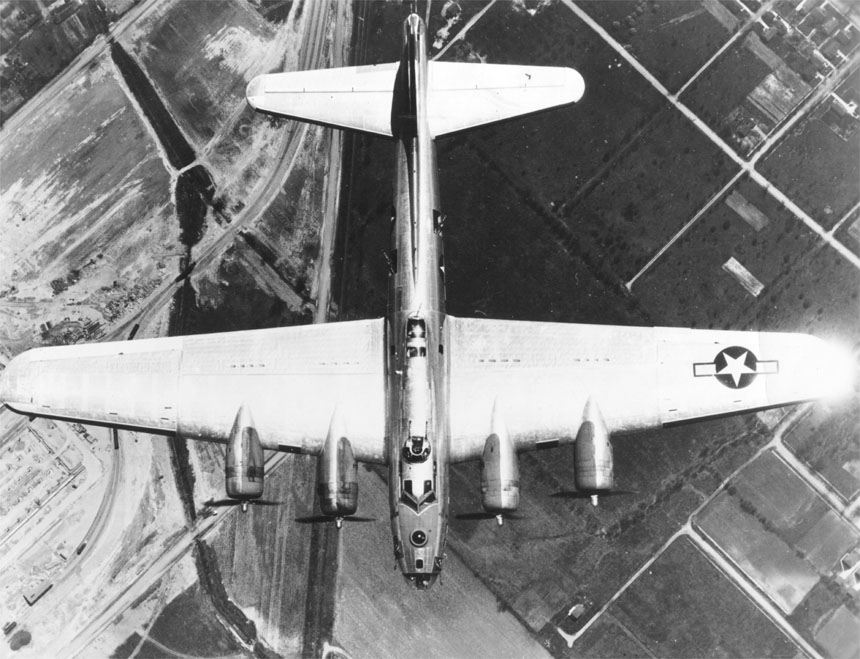
En Boeing B-17 Flying Fortress

Clay Pigeons, var ett amerikanskt bombflygplan av typ Boeing B-17 med nummer 42-38008B-17, som den 8 maj 1944 nödlandade i Östersjön och sjönk på 39 meters djup utanför Runnö, omkring 15 kilometer sydost om Oskarshamn.

## Bakgrund
Klockan 06.10 den 8 maj 1944 lyfte Clay Pigeons från flygbasen i Thurleigh i Storbritannien med löjtnant Louis F Matichka från New York som befälhavare. Flygplanet var en av totalt 30 enheter ur USA:s 367:e bombskvadron med uppdrag att bomba Berlin i Tyskland.
Clay Pigeons (Lerduvorna) släppte vid 11-tiden på förmiddagen sina bomber över Berlin, och blev därefter träffat av tysk luftvärnseld. En av planets fyra motorer totalhavererade, en andra motor skadades och oljeläckage uppstod. För att slippa att nödlanda i Tyskland flög planet in i svenskt luftrum,  och tvingades kl. 14:01 nödlanda i havet knappt två kilometer öster om Runnö i Oskarshamns skärgård. Planet bröts i två delar och sjönk nästan omedelbart.
De tio besättningsmännen lyckades ta sig ur planet och hamnade i vattnet. Fem lyckades ta sig upp i planets gummibåt. Folk på den närliggande ön Vållö hade sett planet nödlanda och satte ut båtar för att bärga besättningen. Samtliga tio besättningsmän överlevde, trots att de tillbringade nästan en timma i vattnet. Besättningen internerades i Sverige fram till krigets slut.

## Upptäckt av vraket
Efter flera misslyckade försök upptäcktes flygplansvraket år 1982, när fiskaren Sven-Gunnar Svensson fick upp metallrester från planet i sina nät. Flygplanet ligger på 39 meters djup cirka en sjömil öster om Runnö.
En av planets fyra 200 kg tunga propellrar har bärgats och finns numera utställd på Oskarshamns flygplats.